# La Torre del Valle
La Torre del Valle település Spanyolországban,  Zamora tartományban.  Lakosainak száma 125 fő (2024).

## Népesség
A település népessége az utóbbi években az alábbiak szerint változott:
| Lakosok száma | 185  | 185  | 194  | 176  | 170  | 153  | 152  | 144  | 137  | 125  |
|               | 2001 | 2004 | 2007 | 2009 | 2012 | 2014 | 2017 | 2019 | 2022 | 2024 |